# 280. Infanterie-Division (Wehrmacht)
La 280. Infanterie-Division fu una divisione dell'esercito tedesco attiva durante la seconda guerra mondiale che venne creata nel 1942 in Norvegia, dove rimase fino al 1945, quando fu fatta prigioniera dai Britannici.

## Storia
La formazione della divisione era prevista per il 1° luglio 1940; tuttavia, la formazione fu cancellata dopo la fine della campagna di Francia. Il 22 aprile 1941 lo stato maggiore fu riorganizzato nel Comando della fortezza di Stavanger, che il 22 aprile 1942 riformò la divisione, che controllava la zona del Rogaland, del Sogn og Fjordane e del Hordaland. Fu fatta prigioniera dai britannici dopo la fine della guerra.

## Ordine di battaglia

### 280. Infanterie-Division 1943
- Festungs-Bataillon 655
- Festungs-Bataillon 657
- Festungs-Bataillon 666[1]

### 280. Infanterie-Division 1945
- Festungs-Bataillon 645
- Festungs-Bataillon 655
- Festungs-Bataillon 658
- Festungs-Bataillon 666
- Festungs-Bataillon 1015
- Festungs-Bataillon A
- Nachrichten-Kompanie 280
- Versorgungs-Truppen 280
- Panzer-Kompanie Bergen[1]

## Comandanti
- Generalleutnant Karl von Beeren (27 aprile 1942 - 10 novembre 1944)
- Generalleutnant Johann de Boer (10 novembre 1944 - 8 maggio 1945)[1]